# Notre Dame Bay
Notre Dame Bay ("Onze-Lieve-Vrouwebaai") is een baai van ruim 3500 km² in de Canadese provincie Newfoundland en Labrador. De baai bevindt zich aan de noordkust van het eiland Newfoundland, ten oosten van het schiereiland Baie Verte.

## Geografie
Notre Dame Bay wordt in het westen begrensd door het schiereiland Baie Verte en in het oosten door het grote New World Island. Het eilandrijke water ten zuidwesten van New World Island wordt door het schiereiland Fortune Harbour van de rest van Notre Dame Bay gescheiden. Deze aparte baai noemt Bay of Exploits, vernoemd naar de rivier Exploits die erin uitmondt.

### Eilanden
De baai telt een relatief groot aantal eilanden, die allen dicht bij de kust van Newfoundland geclusterd zijn. De acht grote eilanden in de baai zijn allemaal bewoond. Het betreft meer bepaald New World Island, South Twillingate Island en North Twillingate Island in het oosten; en Pilley's Island, Long Island, Triton Island, Sunday Cove Island en Little Bay Island in het westen. Kleine eilanden die bewoond zijn, zijn Macks Island, Brighton Tickle Island, Cobbler Island, Cull Island en Salt Harbour Island.

### Plaatsen
Langsheen de oevers van Notre Dame Bay liggen verschillende dorpen, zowel op de kust van Newfoundland zelf als verspreid over de vele eilanden. Behalve een groot aantal gemeentevrije gehuchten, betreft het ook 21 plaatsen met gemeentestatus (towns). De grootste hieronder qua inwoneraantal anno 2016 zijn Springdale (2.971), Twillingate (2.196), Triton (983), Robert's Arm (805) en King's Point (659).
De andere gemeenten die aan de kust van Notre Dame Bay liggen zijn, in wijzerzin: Crow Head, Point Leamington, Leading Tickles, Lushes Bight-Beaumont-Beaumont North, Brighton, Pilley's Island, Miles Cove, Port Anson, South Brook, Little Bay, Beachside, Little Bay Islands, Middle Arm, Burlington, Nipper's Harbour en Tilt Cove.